# Royaume-Uni au Concours Eurovision de la chanson 1973
Le Royaume-Uni a participé au Concours Eurovision de la chanson 1973 le 7 avril à Luxembourg. C'est la 16e participation du Royaume-Uni au Concours Eurovision de la chanson.
Le pays est représenté par le chanteur Cliff Richard et la chanson Power to All Our Friends sélectionnés par la British Broadcasting Corporation (BBC) au moyen d'une finale nationale.

## Sélection

### A Song for Europe 1973
Le radiodiffuseur britannique, la British Broadcasting Corporation (BBC), organise une finale nationale pour sélectionner la chanson représentant le Royaume-Uni au Concours Eurovision de la chanson 1973, Cliff Richard étant sélectionné d'avance en interne.
La finale nationale A Song for Europe 1973, présentée par Cilla Black, a lieu le 24 février 1973 aux studios de la BBC à Londres.

#### Finale
Six chansons sont interprétées par Cliff Richard. Les chansons sont toutes interprétées en anglais, langue officielle du Royaume-Uni.
| Ordre | Artiste       | Chanson                  | Traduction                  | Points  | Place |
| ----- | ------------- | ------------------------ | --------------------------- | ------- | ----- |
| 1     | Cliff Richard | Come Back, Billie Jo     | Reviens, –                  | 34 209  | 2     |
| 2     | Cliff Richard | Ashes to Ashes           | De poussières en poussières | 17 115  | 6     |
| 3     | Cliff Richard | Tomorrow Rising          | Demain se lève              | 21 858  | 4     |
| 4     | Cliff Richard | The Days of Love         | Les jours de l'amour        | 18 304  | 5     |
| 5     | Cliff Richard | Power to All Our Friends | Le pouvoir à tous nos amis  | 125 505 | 1     |
| 6     | Cliff Richard | Help It Along            | Aide-le à y arriver         | 25 359  | 3     |

Lors de cette sélection, c'est la chanson Power to All Our Friends qui fut choisie, ayant remporté largement la finale nationale avec 125 505 points. David Mackay est le chef d'orchestre sélectionné pour le Royaume-Uni à l'Eurovision.

## À l'Eurovision
Chaque pays a un jury de deux personnes. Chaque juré attribue entre 1 et 5 points à chaque chanson.

### Points attribués par le Royaume-Uni
| 10 points | Luxembourg                                               |
| 9 points  | Finlande Monaco                                          |
| 7 points  | Suède Suisse                                             |
| 5 points  | Allemagne Belgique France Irlande Israël Italie Portugal |
| 4 points  | Espagne Yougoslavie                                      |
| 3 points  | Norvège Pays-Bas                                         |

### Points attribués au Royaume-Uni
| 10 points               | 9 points                              | 8 points                                 | 7 points              | 6 points              |
| ----------------------- | ------------------------------------- | ---------------------------------------- | --------------------- | --------------------- |
| - Luxembourg - Pays-Bas | - Finlande - Irlande - Israël - Suède | - France - Monaco - Suisse - Yougoslavie | - Allemagne - Norvège | - Belgique - Portugal |
| 5 points                | 4 points                              | 3 points                                 | 2 points              |                       |
| - Italie                | - Espagne                             |                                          |                       |                       |

Cliff Richard interprète Power to All Our Friends en 15e position lors de la soirée du concours, suivant l'Irlande et précédant la France.
Au terme du vote final, le Royaume-Uni termine 3e sur les 17 pays participants, ayant reçu 123 points au total,.